# Valdemar Rautio
Karl Johan Valdemar Rautio (ur. 4 listopada 1921 w Vaasa, zm. 5 września 1973 w Nurmijärvi) – fiński lekkoatleta, który specjalizował się w trójskoku.
W 1948 oraz 1952 roku startował w Igrzyskach olimpijskich. Pierwszy po II wojnie światowej mistrz Europy w trójskoku (1946) zdobył także wicemistrzostwo Starego Kontynentu w 1950. Kilkunastokrotny reprezentant kraju w meczach międzypaństwowywch (cztery zwycięstwa indywidualne). Rekord życiowy: 15,17 (22 sierpnia 1946, Oslo). 14 czerwca 1945 w Turku uzyskał wynik 15,48, miało to jednak miejsce przy zbyt silnym sprzyjającym wietrze, aby wynik mógł zostać uznany za oficjalny. 

## Osiągnięcia
| Rok  | Impreza              | Miejsce  | Pozycja           | Wynik |
| ---- | -------------------- | -------- | ----------------- | ----- |
| 1946 | Mistrzostwa Europy   | Oslo     | 1. miejsce        | 15,17 |
| 1948 | Igrzyska olimpijskie | Londyn   | 6. miejsce        | 14,70 |
| 1950 | Mistrzostwa Europy   | Bruksela | 2. miejsce        | 14,96 |
| 1952 | Igrzyska olimpijskie | Helsinki | el. – 23. miejsce | 14,14 |